# Märta Norberg
Märta Norberg (Sidensjö, 19 settembre 1922 – 19 dicembre 2020) è stata una fondista svedese.
Vinse due medaglie di bronzo in staffetta: la prima ai mondiali del 1954, la seconda a quelli del 1958.

## Palmarès

### Mondiali
- Bronzo a Falun 1954 nella staffetta 3x5 km.
- Bronzo a Lahti 1958 nella staffetta 3x5 km.